# ロジャー大葉
ロジャー 大葉（ロジャー おおば、1965年4月6日 - ）は、日本の宮城県を中心に活動するローカルタレント、ラジオパーソナリティ。

## 経歴
宮城県石巻市出身。4歳から仙台市で育つ。中学生の頃にイエロー・マジック・オーケストラをきっかけに音楽に目覚め、バンド活動を開始。ドラマーとして地元のライブハウスなどで活動した。
1989年3月、東北福祉大学（社会福祉学部・産業福祉学科）を卒業。就職のため東京へ移住し、生活協同組合の職員として勤務するかたわら、同郷の知人2人と「沖縄レゲエ風」バンド・ばななまんを結成。テレビのコンテスト番組『三宅裕司のいかすバンド天国』に出場し、「チャレンジャー賞」「審査員賞」を受賞した。1991年に生協を退職し、プロの音楽家として歌手のバックバンドや、店内放送用のBGMなどの作曲家として活動した。このときCMソングの作曲とともにナレーションの録音も自ら行っており、ナレーション技術の習得のため、東京アナウンスアカデミーに通学した。
1995年に仙台へ帰郷し、地元のコミュニティラジオ局・ラジオ3のアナウンサー兼営業担当兼番組企画担当社員となり、開局準備に関わる（1996年に開局）。2004年、フリーに転身。その後は仙台のラジオおよびテレビ番組へ出演するとともに、CM等のナレーター、イベント司会、専門学校講師、また2015年に再結成した「ばななまん」のメンバーとして活動している。
実姉はフリーアナウンサーの大葉由佳。

## 出演

### ラジオ番組
- シローと夢トーク（ラジオ3ほか、1996年）[2]
- Jリーグ totoゴール・スタジアム（ニッポン放送、2000年 - 2002年）[2] - ベガルタ仙台主催ゲームのレポート担当
- YAGIYAMA発 ラジオな気分 → ロジャー大葉のラジオな気分（TBCラジオ、2005年4月 - 2021年3月）[2]
- Coca-Cola Dream Stage Radio（Date fm、2008年4月 - 2009年3月）[2]
- サタディ・イン・ザ・パーク（TBCラジオ、2021年4月 - 2023年3月）
- ロジャー遊花のあるあるあ～る（ラジオ3、2021年4月 - ）
- ロジャー大葉の愛してJｰPOP天国（TBCラジオ、2021年5月 - ）
- ロジャー大葉の熱狂リズム（ラジオ3、2021年10月 - 2022年9月）
- 家族トーク（ラジオ3、2021年12月29日・2022年3月30日・6月29日・9月28日）
- ロジャーなべくら大鍋ラジオ（ラジオ3、2022年4月 - ）
- 土曜3時はラジオジョッキー（TBCラジオ、2022年10月 - ）
- MINSHO POWER OF RADIO（TBCラジオ、2023年1月 - 3月）
- 佐々木眞奈美とロジャー大葉のあっぺとっぺ天国（TBCラジオ、2024年1月1日・2025年1月1日）

### テレビ番組
- サタデーウォッチン!（TBCテレビ、2016年4月 - 2020年3月）[2]

### ナレーション
- ラジオCM
  - カーサービス山形
  - せんだいタウン情報
  - JR東日本
  - アウディ宮城野
  - 秋保温泉緑水亭
  - 卸町ふれあい市
  - レンタルのBH
  - えぼしリゾート
  - ユニオン ザ・プライム
- VP
  - 山形銀行
  - 宮城トヨタ自動車労働組合60周年記念DVD

他。

### イベント等司会
- 第17回定禅寺ストリートジャズフェスティバル2007 フィナーレ司会

他。